# Zagrammosoma seini
Zagrammosoma seini is een vliesvleugelig insect uit de familie Eulophidae. De wetenschappelijke naam is voor het eerst geldig gepubliceerd in 1936 door Wolcott.